# En utflykt till månens baksida
En utflykt till månens baksida är en svensk kortfilm från 2003, regisserad av Stefan Ronge.

## Medverkande skådespelare
- Joakim Andersson
- Noomi Rapace
- Maria Åström
- Britt-Louise Tillbom
- Sten Elfström
- Tommy Andersson
- Åke Lundqvist
- Birgitta Ingridsdotter
- Jonas Rosin

## TV-visningar
- Viasat Broadcasting, TV 1000,  2010
- Canal+, 2003
- Sveriges Television (SVT), 2003

## Festivalvisningar
- Göteborg International Film Festival, Göteborg, 2003
- Bildfest, Åland

## Biografdistribution
- Folkets Bio